# Pullip
Pullip är en serie dockor som tillverkas av det Sydkoreanska företaget CheonSang Cheona och ges ut av Groove. De första dockorna släpptes 2003 och de gavs då ut av det japanska företaget Jun Planning, som lämnade över produktionen till Groove 2009. Pullip-serien har under åren utökats med ett antal liknade dockor: lillebror Isul, pojkvännen TaeYang (tidigare Namu), dennes lillasyster Dal och hennes vän Byul. Det finns även miniatyr-versioner av vissa av dockorna som numera går under det gemensamma namnet Docolla.
Dockorna har ett stort huvud på fullt ledade kroppar i skala 1:6. Med hjälp av spakar/knappar på huvudets baksida kan ögonen röras i sidled och ögonlocken stängas. Varje docka säljs komplett med kläder och tillbehör, men det är populärt att modifiera dem genom att till exempel byta ut peruk och ögon eller helt måla om ansiktet.